# Macrocalamus tweediei
Macrocalamus tweediei är en ormart som beskrevs av Lim 1963. Macrocalamus tweediei ingår i släktet Macrocalamus och familjen snokar. IUCN kategoriserar arten globalt som livskraftig. Inga underarter finns listade i Catalogue of Life.
Arten förekommer på södra Malackahalvön i Malaysia. Den vistas i bergstrakter vid cirka 1510 meter över havet. Macrocalamus tweediei lever i fuktiga bergsskogar och den gräver tidvis i marken.